# Royal Opera House
|  | Pel barri, vegeu Covent Garden (Londres). |

La Royal Opera House (Teatre Reial d'Òpera) és un teatre d'òpera de Londres. També es coneix amb el nom de Covent Garden pel barri on es troba localitzat. El teatre és seu de la companyia reial d'òpera i del ballet reial d'Anglaterra.
La companyia, tal com la coneixem avui dia, va néixer el 1946, i des de llavors s'ha erigit en un dels coliseus de més prestigi mundial. El seu funcionament està a mig camí entre el model de gestió privat dels Estats Units i el públic d'Europa. La Royal Opera rep fons públics via l'Arts Council, però aquests representen poc més d'un terç del pressupost. El paper de l'esponsorització privada es reflecteix en el fet que molts espais i programes del teatre porten el nom d'empreses o milionaris generosos, un fet inusual en els teatres del continent.
És el tercer teatre que ocupa aquest espai. La façana, el foyer i l'auditori van ser construïts l'any 1856, i quasi tots els altres elements presents al complex van ser reconstruïts en els anys 1990.

## Història

### El primer teatre

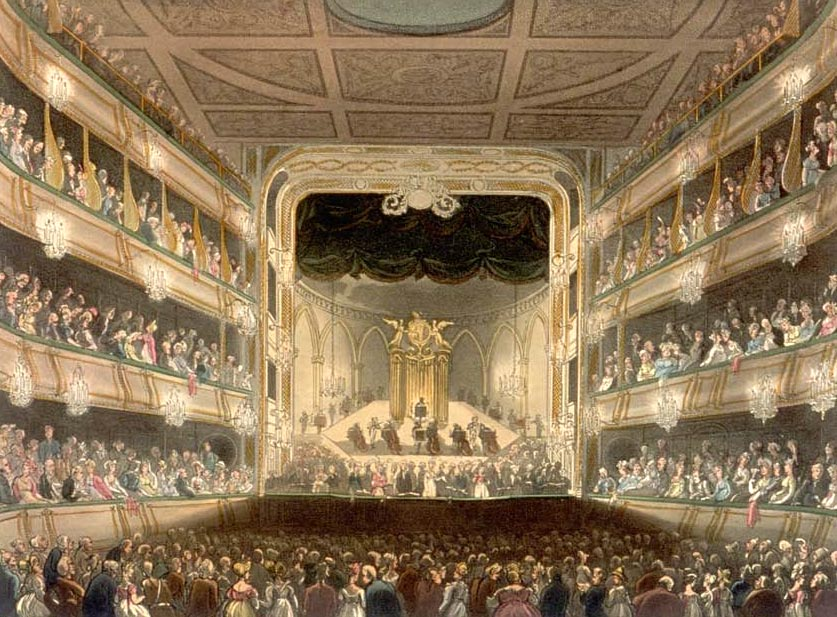
Una imatge del primer teatre dibuixada poc abans de l'incendi de 1808.

L'any 1728, John Rich, actor i productor, va encarregar a John Gay compondre The Beggar's Opera. L'èxit va proporcionar el capital necessari per a construir el primer Teatre Reial (dissenyat per Edward Shepherd) en aquest espai. La inauguració va ser el 7 de desembre de 1732.
Els primers cent anys, més o menys, el teatre va servir per a representar obres de teatre. La Letters Patent, atorgada per Carles II d'Anglaterra li donava al Covent Garden i al Drury Lane pràcticament els drets exclusius per a presentar drama parlat a Londres.
Els primers treballs musicals seriosos que es van escoltar en el Covent Garden van ser les òperes de Handel. Des de 1735 fins a la seua mort l'any 1759, el compositor va contribuir a la temporada del Covent Garden; moltes de les seues òperes i oratoris van ser escrits per al teatre o s'hi van presentar per primera vegada a Londres. Handel va deixar en herència el seu orgue a John Rich, i va ser ubicat en una posició destacada a l'escenari. Dissortadament va ser un dels tants elements valuosos que es va perdre en l'incendi del teatre l'any 1808.

### El segon teatre
La reconstrucció es va iniciar al desembre d'aquell mateix any, i el segon Teatre Reial del Covent Garden va ser inaugurat el 18 de setembre de 1809 amb una funció de Macbeth seguida d'un musical titulat The Quaker. La gerència va augmentar el preu de les entrades per a escometre la reconstrucció, però la mesura va ser tan impopular que el públic molestava durant les funcions fent soroll, xiulant, esbroncant i ballant. Els problemes (dits «les revoltes pels vells preus») van durar gairebé dos mesos fins que la gerència va accedir a abaixar els preus.
En aquesta època els espectacles eren variats; es presentava òpera i ballet, a més d'altres gèneres. L'any 1843, la Llei de Teatres va trencar el monopoli dels teatres. En l'època, el Teatre de Sa Majestat, al Haymarket, dominava l'escena del ballet i l'òpera, però després d'una disputa amb la gerència del teatre el 1846, Michael Costa, director del teatre, va passar a treballar en el Covent Garden, enguguent-se gran part de la companyia. L'auditori va ser remodelat i el teatre va reobrir les seues portes com l'Òpera Italiana Reial, el 6 d'abril de 1847 amb una producció de Semiramide de Rossini.

### El tercer teatre
El 5 de març de 1856, el teatre va patir un nou incendi. La construcció de l'actual teatre es va iniciar en 1857, amb un disseny de Edward Middleton Barry. La inauguració es va realitzar el 15 de maig de 1858, amb una producció de Les Huguenots de Meyerbeer. L'any 1892 el teatre va passar a denominar-se Royal Opera House i va augmentar en el seu repertori la quantitat d'obres franceses i alemanyes. Es van instaurar temporades d'estiu i hivern.

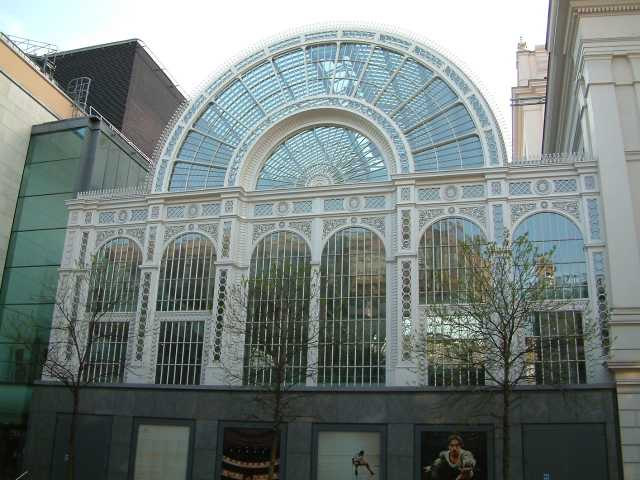
El Floral Hall de la Royal Opera House

En la Primera Guerra Mundial el teatre va ser utilitzat pel Ministeri d'Obres com a dipòsit de mobles. En la Segona Guerra Mundial es va convertir en un saló de ball. Hi havia moltes pressions per a mantenir el teatre en aquestes condicions després de la guerra, però les llargues negociacions dels editors musicals Boosey i Hawkes van finalitzar amb el lloguer del teatre. David Webster va ser nomenat director general i el Sadler's Wells Ballet va esdevenir la companyia de ballet resident.
El Royal Opera House va reobrir el 20 de febrer de 1946, amb una extravagant producció de La Bella Dorment, dissenyada per Oliver Messel. Webster, junt amb el director musical Karl Rankl, va preparar immediatament una nova companyia resident. Al desembre de 1946 van estrenar junts una producció de The Fairy Queen de Henry Purcell, amb la nova companyia de ballet. El 14 de gener de 1947, la companyia d'òpera del Covent Garden s'estrenava amb l'òpera Carmen de Georges Bizet.

## Estrenes al Covent Garden
- 1721 - Muzio Scevola de Georg Friedrich Haendel
- 1735 - Ariodante i Alcina de Georg Friedrich Haendel
- 1736 - Atalanta de Georg Friedrich Haendel
- 1737 - Arminio, Berenice, regina d'Egitto i Giustino de Georg Friedrich Haendel
- 1744 - Semele de Georg Friedrich Haendel
- 1753 - Alfred the Great de Thomas Augustine Arne (versió revisada)
- 1762 - Artaxerxes de Thomas Augustine Arne
- 1826 - Oberon de Carl Maria von Weber
- 1860 - Bianca, or, The Bravo's bride de Michael William Balfe
- 1861 - El vaixell fantasma de Richard Wagner amb el baríton sir Charles Santley
- 1894 - La navarraise de Jules Massenet
- 1949 - The Olympians d'Arthur Bliss
- 1951 - Billy Budd de Benjamin Britten
- 1953 - Gloriana de Benjamin Britten
- 1970 - The knot garden de Michael Tippett
- 1976 - We come to the river de Hans Werner Henze
- 1991 - Gawain de Harrison Birtwistle